# Grupo Estevan
El Grupo Estevan, antiguamente islas Estevan (del inglés: 'Estevan Group'), es un pequeño archipiélago canadiense localizado en el estrecho de Hécate, en la región de la costa norte de la Columbia Británica.
El archipiélago está limitado:
- al oeste, por el  Estevan Sound, que lo separa de la isla Campania, ella misma al oeste de la isla Gil tras cruzar el canal Squally.
- al sur, el Caamaño Sound que lo separa de la isla Aristazabal;
- al este, el amplio estrecho de Hecate, que lo separa de la isla Princesa Real, la segunda mayor isla de la costa de la Columbia Británica.
- al noroeste se encuentra la isla Banks.

Las cinco islas más grandes del grupo fueron nombradas en honor de los Teniente-Gobernadores de la Columbia Británica (Trutch, Barnard, Dewdney, Prior y Lotbinière). Otra isla, Tennant, se encuentra en el paso Langley, que atraviesa el corazón del archipiélago, en el flanco suroeste de la isla Trutch. Es un área protegida provincial y se encuentra junto a un aeródromo en Ethelda Bay, en la Isla Barnard.